# 748. grenadirski polk (Wehrmacht)
748. grenadirski polk (izvirno nemško 748. Grenadier-Regiment; kratica 748. GR) je bil pehotni polk Heera v času druge svetovne vojne.

## Zgodovina
Polk je bil ustanovljen 15. oktobra 1942 za potrebe 708. pehotne divizije in uničen avgusta 1944 v Franciji. 
Ponovno je bil ustanovljen 4. septembra 1944 za 708. ljudskogrenadirske divizije in uničen januarja 1945 v Alzaciji.